# West Hanover Township
West Hanover Township est un township situé au centre du comté de Dauphin, en Pennsylvanie, aux États-Unis,. En 2010, il comptait une population de 9 343 habitants.

## Démographie
Lors du recensement de 2010, le township comptait une population de 9 343 habitants. Elle est estimée, en 2016, à 10 043 habitants.

### Source de la traduction
- (en) Cet article est partiellement ou en totalité issu de l’article de Wikipédia en anglais intitulé « West Hanover Township, Dauphin County, Pennsylvania » (voir la liste des auteurs).